# 巴陵食植瓢蟲
巴陵食植瓢蟲（学名：Epilachna paling）为瓢蟲科食植瓢蟲屬下的一个种。